# 직교행렬
선형대수학에서 직교 행렬(直交行列, orthogonal matrix)은 행벡터와 열벡터가 유클리드 공간의 정규 직교 기저를 이루는 실수 행렬이다.

## 정의
실수 {\displaystyle n\times n} 행렬 {\displaystyle Q}에 대하여, 다음 조건들이 서로 동치이며, 이를 만족시키는 {\displaystyle Q}를 직교 행렬이라고 한다.
- {\displaystyle QQ^{\operatorname {T} }=Q^{\operatorname {T} }Q=1_{n\times n}}. 즉, {\displaystyle Q}의 전치 행렬은 {\displaystyle Q}의 역행렬이다.
- {\displaystyle Q}의 열벡터들은 {\displaystyle \mathbb {R} ^{n}}의 정규 직교 기저를 이룬다.
- {\displaystyle Q}의 행벡터들은 {\displaystyle \mathbb {R} ^{n}}의 정규 직교 기저를 이룬다.
- {\displaystyle \mathbb {R} ^{n}}의 모든 정규 직교 기저 {\displaystyle \{\mathbf {e} _{1},\dots ,\mathbf {e} _{n}\}}에 대하여, {\displaystyle \{Q\mathbf {e} _{1},\dots ,Q\mathbf {e} _{n}\}}은 {\displaystyle \mathbb {R} ^{n}}의 정규 직교 기저다.
- {\displaystyle \mathbb {R} ^{n}}의 어떤 정규 직교 기저 {\displaystyle \{\mathbf {e} _{1},\dots ,\mathbf {e} _{n}\}}에 대하여, {\displaystyle \{Q\mathbf {e} _{1},\dots ,Q\mathbf {e} _{n}\}}은 {\displaystyle \mathbb {R} ^{n}}의 정규 직교 기저다.
- 임의의 벡터 {\displaystyle \mathbf {x} ,\mathbf {y} \in \mathbb {R} ^{n}}에 대하여, {\displaystyle (Q\mathbf {x} )\cdot (Q\mathbf {y} )=\mathbf {x} \cdot \mathbf {y} }
- 임의의 벡터 {\displaystyle \mathbf {x} \in \mathbb {R} ^{n}}에 대하여, {\displaystyle (Q\mathbf {x} )\cdot (Q\mathbf {x} )=\mathbf {x} \cdot \mathbf {x} }

## 성질
모든 직교 행렬은 가역 행렬이며, 직교 행렬의 곱은 항상 직교 행렬이므로, {\displaystyle n\times n} 직교 행렬의 집합은 직교군 {\displaystyle \operatorname {O} (n;\mathbb {R} )}이라는 군을 이룬다. 행렬식이 1인 직교 행렬의 집합은 특수직교군 {\displaystyle \operatorname {SO} (n;\mathbb {R} )}이라는 부분군을 이룬다.

## 예
실수 {\displaystyle 1\times 1} 직교 행렬은 다음과 같은 꼴과 동치이다.
{\displaystyle {\begin{pmatrix}\pm 1\end{pmatrix}}}
실수 {\displaystyle 2\times 2} 직교 행렬은 다음과 같은 꼴과 동치이다.
{\displaystyle {\begin{pmatrix}\cos \theta &-\sin \theta \\\epsilon \sin \theta &\epsilon \cos \theta \end{pmatrix}}\qquad \theta \in \mathbb {R} ,\;\epsilon =\pm 1}

## 같이 보기
- 유니터리 행렬
- 특잇값 분해
- QR 분해